# Грилу (Байан)
Грилу (порт. Grilo) — район (фрегезия) в Португалии, входит в округ Порту. Является составной частью муниципалитета Байан. По старому административному делению входил в провинцию Дору-Литорал. Входит в экономико-статистический субрегион Тамега, который входит в Северный регион. Население составляет 680 человек на 2001 год. Занимает площадь 6,11 км².